# Coronilla minima
Coronilla minima är en ärtväxtart som beskrevs av Carl von Linné. Coronilla minima ingår i släktet kroniller, och familjen ärtväxter.

## Underarter
Arten delas in i följande underarter:
- C. m. lotoides
- C. m. minima

## Bildgalleri

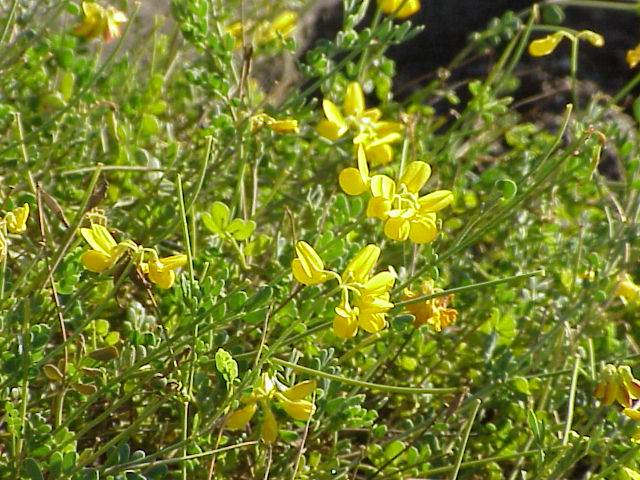
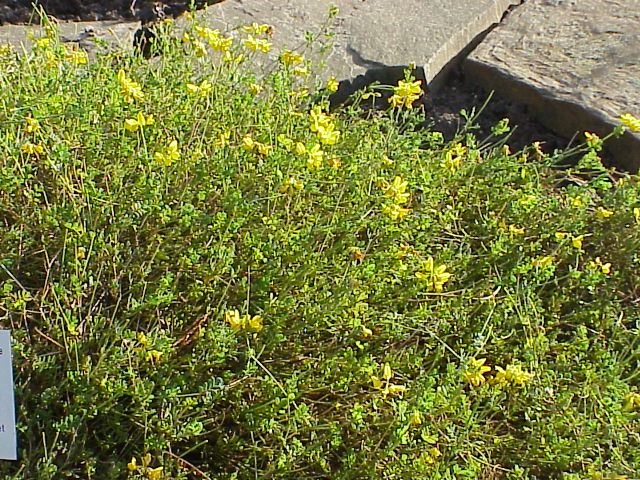
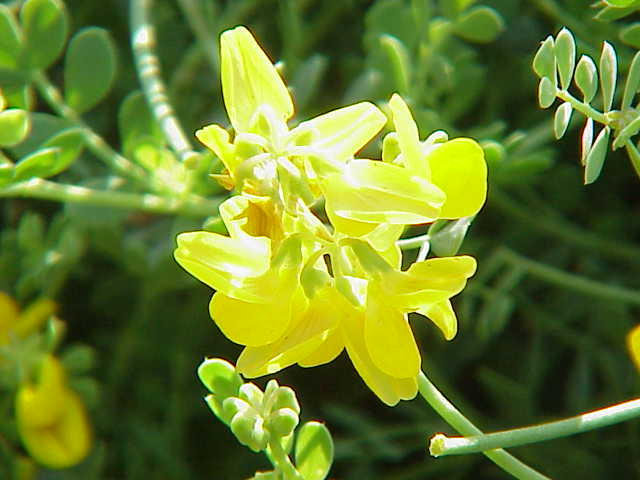
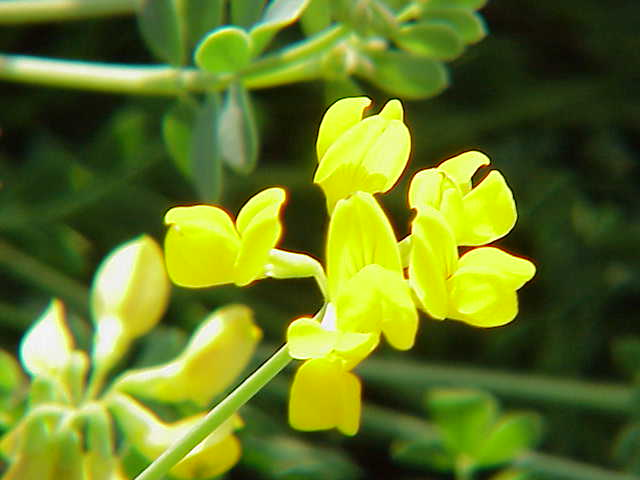
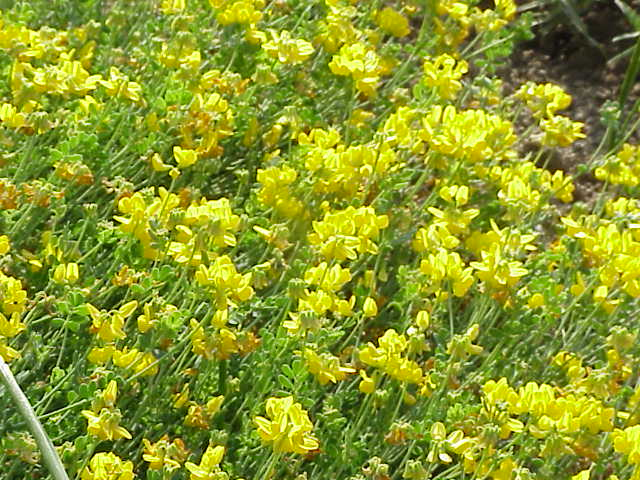
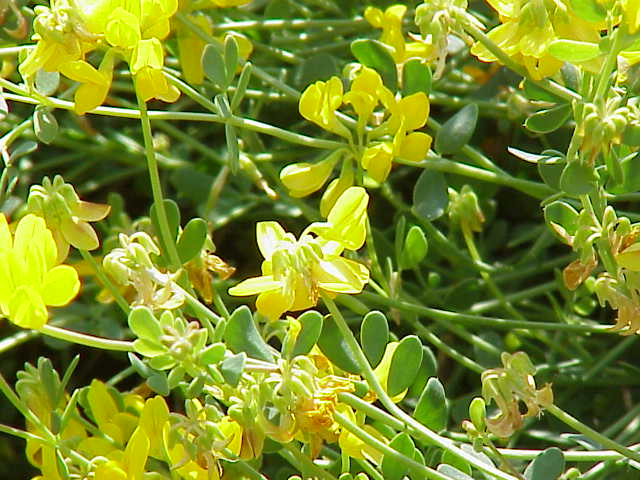